# Jaka Hvala
Jaka Hvala, né le 5 juillet 1993 à Ponikve, est un sauteur à ski slovène.

## Carrière
Membre du club SK Ponikve, il apparaît au niveau international junior en 2008, pour gagner sa première récompense au Festival olympique de la jeunesse européenne 2009, à Szczyrk, avec une médaille d'or par équipes.
Aux Championnats du monde junior 2010, il gagne la médaille de bronze au concours par équipes. Deux ans plus tard à Erzurum, il est médaillé d'argent en individuel, derrière son compatriote Nejc Dezman.
Dans l'OPA Cup, il se classe troisième en 2011, puis deuxième en 2012.
Il fait ses débuts dans la Coupe du monde en janvier 2012 à Zakopane (29e), puis est neuvième de sa deuxième manche disputée deux mois plus tard à Lahti. En novembre 2012, il obtient son premier podium par équipes en Coupe du monde à Ruka, avant sa première victoire par équipes à Zakopane (il en gagne deux autres cette saison).
Il remporte sa première victoire en Coupe du monde en février 2013 à Klingenthal, lors de sa deuxième année dans l'élite, après avoir dominé la première manche avec un saut de 142,5 mètres. Il devient aussi champion du monde junior cette même année en individuel et par équipes à Liberec. Il obtient sa première et unique sélection en championnat du monde en 2013 à Val di Fiemme.
Cependant, il ne maintient pas ce niveau de performance lors des saisons suivantes, n'obtenant plus de top dans la Coupe du monde. Son meilleur résultat par la suite est une victoire à la manche de Coupe continentale à Sapporo en janvier 2016. Dans un camp d'entraînement avant la saison 2017-2018, il se blesse sérieusement au genou, ce qui l'éloigne des tremplins de tout l'hiver.
À l'été 2020, il annonce la fin de sa carrière sportive.

## Palmarès

### Championnats du monde
| Épreuve / Édition | Épreuve / Édition | Val di Fiemme 2013 |
| Petit tremplin    | Petit tremplin    | 22e                |
| Grand tremplin    | Grand tremplin    | 25e                |
| Par équipes       | PT(mixte)         | 8e                 |
| Par équipes       | GT                | 6e                 |

légende: PT = petit tremplin, GT = grand tremplin

### Championnats du monde junior
| Épreuve / Édition | Hinterzarten 2010 | Erzurum 2012 | Liberec 2013 |
| Individuel        | 15e               | Argent       | Or           |
| Par équipes       | Bronze            | 4e           | Or           |

### Coupe du monde
- Meilleur classement général : 16e en 2013.
- 1 podium individuel : 1 victoire.
- 5 podiums par équipes : 3 victoires et 2 troisièmes places.

#### Victoire individuelle
| Année     | Lieu                    |
| 2012-2013 | Klingenthal (Allemagne) |

#### Classements en Coupe du monde
| Année     | Classement général final |
| 2011-2012 | 44e                      |
| 2012-2013 | 16e                      |
| 2013-2014 | 50e                      |
| 2015-2016 | 46e                      |

### Coupe continentale
- 5e du classement général hivernal en 2015.
- 13 podiums, dont 1 victoire.